# Renacimiento FC
El Renacimiento FC fue un equipo de fútbol de Guinea Ecuatorial, oriundo de la ciudad de Malabo. Desde 2004 a 2007, la entidad ganó 4 títulos nacionales. Fue disuelto en 2010.
Tuvo como presidente Essono Edjo.
El legado del Renacimiento FC se atribuye en parte al trabajo de la dupla camerunesa - el entrenador Alain Wabo y su asistente Auguste Kamga (Thierry Ekwalla fue el segundo entrenador en 2006) - quienes fueron fundamentales en la construcción de un equipo competitivo tanto a nivel nacional como continental entre 2004 y 2006.

## Historia

### Inicios y ascensión
El Renacimiento FC fue fundado en el año 2000 como una disidencia del club Cafe Bank Sportif. Su primera aparición en el sistema de ligas de Guinea Ecuatorial fue en 2002, cuando participó en la Primera División fase de la Región Insular y logró clasificarse para la Liguilla Nacional, donde terminó como subcampeón, obteniendo así su primera clasificación para la Copa CAF.
En 2003, el club logró el tercer lugar en la fase insular y volvió a clasificar para la Liguilla Nacional, donde hay registros que señalan que terminó también en la tercera posición. Ese mismo año, en su primera participación internacional en la Copa CAF, enfrentó al DC Motema Pembe. Tras una derrota por 4-1 como visitante y un 3-0 en casa, el Renacimiento quedó eliminado con un marcador global de 7-1.
Para 2004, el Renacimiento lideró la fase insular y, posteriormente, conquistó el campeonato nacional al ganar la Liguilla, logrando así su primer título de liga y clasificándose para la Liga de Campeones de la CAF. En enero de ese año, el club había contratado al entrenador camerunés Alain Wabo, después de intentos fallidos de fichar a Bonaventure Djonkep y Nicolas Tonyè. Wabo trajo consigo a varios jugadores cameruneses, consolidando al Renacimiento como una potencia local.
En 2005, aunque se desconoce su posición exacta en la fase insular, el equipo volvió a ganar la Liguilla y revalidó su título de campeón nacional, clasificándose nuevamente para la Liga de Campeones de la CAF. En la edición de este año, enfrentó al Dolphins FC de Nigeria en la fase preliminar, pero fue eliminado tras una derrota por 3-0 como visitante y una victoria por 1-0 en casa, con un marcador global de 3-1.

### Inicio de la caída y disolución
El año 2006 marcó otro éxito en la liga nacional, donde se presume que el equipo tuvo un buen desempeño en la fase insular antes de conquistar la Liguilla y ganar su tercer título consecutivo. En la Liga de Campeones de la CAF, superó al Africa Sports de Costa de Marfil en la fase preliminar tras un empate en 0-0 en la ida en casa, y otro empate en 2-2 en la visita - pasaron debido a la regla del gol de visitante. En los dieciseisavos de final, eliminó al Stade Malien de manera similar. Sin embargo, en los octavos de final, cayó ante el Al-Ahly de Egipto con un empate 0-0 en casa y una derrota 4-0 en El Cairo. Esta participación le otorgó un lugar en la Copa Confederación de la CAF, donde llegó hasta la fase de grupos tras superar al Heartland FC con un global de 5-4. En la fase de grupos, quedó último, destacando una victoria 3-0 ante el Saint Eloi Lupopo y un empate 1-1 contra el Espérance de Tunis.
En 2007, el Renacimiento lideró nuevamente la fase insular y conquistó otro título de liga tras ganar la Liguilla. En la Liga de Campeones de la CAF, fue eliminado en la fase preliminar por el Ashanti Gold de Ghana, con dos derrotas por 1-0. Ese año, el técnico Aboubakar Ouattara había asumido el mando del equipo.
En 2008, el formato de la liga cambió, fusionando los equipos de las regiones insular y continental en una sola competición. Aunque el Renacimiento lideró en noviembre, finalmente el Akonangui FC se consagró campeón. En la Liga de Campeones de la CAF, el club cayó en la fase preliminar ante el Interclube de Angola, con derrotas de 2-1 tanto en casa como de visitante.
El 2009 marcó un declive en la trayectoria del Renacimiento. No hay registros de títulos ni de actuaciones destacadas. En 2010, el club no participó en ninguna de las divisiones de liga, lo que sugiere que fue disuelto. No hubo más registros del Renacimiento FC en competiciones nacionales o internacionales después de este año, marcando el fin de su historia en el fútbol ecuatoguineano.

## Palmarés

### Torneos nacionales
- Primera División de Honor de Guinea (4): 2004, 2005, 2006, 2007

## Participación en competiciones de la CAF
| Temporada | Torneo                       | Ronda          | Club                   | Casa | Visita | Global   |
| --------- | ---------------------------- | -------------- | ---------------------- | ---- | ------ | -------- |
| 2003      | Copa CAF                     | 1              | DC Motema Pembe        | 0-3  | 1-4    | 1-7      |
| 2005      | Liga de Campeones de la CAF  | Preliminar     | Dolphins FC            | 1-0  | 0-3    | 1-3      |
| 2006      | Liga de Campeones de la CAF  | Preliminar     | Africa Sports National | 0-0  | 2-2    | 2-2 (a)  |
| 2006      | Liga de Campeones de la CAF  | 1              | Stade Malien           | 1-0  | 1-2    | 2-2 (a)  |
| 2006      | Liga de Campeones de la CAF  | 2              | Al-Ahly                | 0-0  | 0-4    | 0-4      |
| 2006      | Copa Confederación de la CAF | 3              | Heartland FC           | 5-0  | 0-4    | 5-4      |
| 2006      | Copa Confederación de la CAF | Fase de grupos | Saint Eloi Lupopo      | 3-0  | 1-5    | 4º Lugar |
| 2006      | Copa Confederación de la CAF | Fase de grupos | ES Sahel               | 0-2  | 1-4    | 4º Lugar |
| 2006      | Copa Confederación de la CAF | Fase de grupos | Espérance ST           | 1-1  | 0-5    | 4º Lugar |
| 2007      | Liga de Campeones de la CAF  | Preliminar     | Ashanti Gold SC        | 0-1  | 0-1    | 0-2      |
| 2008      | Liga de Campeones de la CAF  | Preliminar     | Interclube             | 1-2  | 1-2    | 2-4      |